# Пикус, Григорий Езекиелевич
Григорий Езекиелевич Пикус (07.05.1923—12.04.1998) — советский и российский учёный в области теории полупроводников и полупроводниковых приборов, лауреат Государственной премии СССР (1988).

## Биография
Родился 7 мая 1923 г. в Москве, вскоре переехал с родителями в Минск, где окончил среднюю школу. В 1940 г. поступил на инженерно-физический факультет Ленинградского политехнического института.
В 1941—1947 гг. служил в РККА. Участник войны, младший лейтенант, 1151 лап 170 лабр. Награждён орденами Красной Звезды (17.04.1945), Отечественной войны II степени (06.04.1985), медалями «За победу над Германией в Великой Отечественной войне 1941—1945 гг.» (09.05.1945), «За взятие Вены» (09.06.1945).
После демобилизации окончил ЛПИ (1951), был направлен на работу на электронный завод в Новосибирске. В 1953 г. вернулся в Ленинград и был принят в НИИ полупроводников. В 1955 г. защитил кандидатскую диссертацию «Влияние поверхностных состояний электронов на оптические и электрические свойства полупроводников и диэлектриков».
Работал в Институте полупроводников, а после его слияния с Физико-техническим институтом (ФТИ) им. А. Ф. Иоффе — во ФТИ до конца жизни, ведущий научный сотрудник.
Доктор физико-математических наук (1964), профессор.
Один из открывателей эффекта Бира — Аронова — Пикуса.
Премия имени А. Ф. Иоффе (1987) — за серию работ «Симметрия и новые электронные явления в полупроводниках».
Государственная премия СССР (1988, в составе коллектива) — за цикл работ «Многоэкситонные комплексы в полупроводниках» (1958—1986).
Похоронен на кладбище Санкт-Петербургского крематория.

## Сочинения
- Основы теории полупроводниковых приборов / Г. Е. Пикус. — Москва : Наука, 1965. — 448 с. : черт.; 20 см. — (Физика полупроводников и полупроводниковых приборов).
- Podstawy teorii przyrządów półprzewodnikowych / G. J. Pikus ; Przeł. mgr. inż. E. Janik. — Warszawa : Wyd-wa komunikacji i łączności, 1968. — 434 с. : ил.; 21 см.
- Симметрия и деформационные эффекты в полупроводниках  / Г. Л. Бир, Г. Е. Пикус. — Москва : Наука, 1972. — 584 с. : черт.; 22 см.